# 春之歌 (布格罗)
《春之歌》（法語：Chansons de Printemps）是法国画家威廉·阿道夫·布格罗创作于1889年的一幅油画。在2007年的克里斯蒂拍卖中，该画卖出了一百七十多万美元的高价。现私人收藏。

## 类似作品
- 春之梦
- 芳心初醒